# 막심 아피노게노프
막심 세르게예비치 아피노게노프(러시아어: Макси́м Серге́евич Афиноге́нов, 1979년 9월 4일~)는 러시아의 전직 아이스하키 선수이다. 포지션은 라이트윙으로 선수 시절 내셔널 하키 리그(NHL)의 버펄로 세이버스와 애틀랜타 스래셔스 소속으로 뛰었다. 그는 NHL에서 10시즌 동안 활동했고 정규 리그 경기 651경기를 뛰었다.
국제 대회에 러시아 국가대표팀의 일원으로 참가했고 올림픽에 3회 참가하여 2002년 동계 올림픽에서 동메달을 획득했다. 또한 세계 선수권 대회에 8회 참가하여 우승 1회, 준우승 2회를 달성했다.